# Fântânele (Prahova)
Fântânele is een Roemeense gemeente in het district Prahova.
Fântânele telt 2294 inwoners.